# Matka Natura
Matka Natura – personifikacja natury. Odnosi się do życiodajnej i karmiącej funkcji natury, ucieleśniając ją w postać matki. Wizerunki kobiet ukazujące Matkę Ziemię lub Matkę Naturę są ponadczasowe. W czasach przedhistorycznych boginie czczono, gdyż wierzono w ich związki z płodnością, plennością i urodzajem. Kapłanki kierowały religiami Inków, Asyryjczyków, Babilończyków, Słowian, Rzymian, Greków, Indusów i ludów posługujących się językami irokeskimi tysiące lat przed powstaniem religii patriarchalnych.
Jedna z algonkińskich legend mówi: „poniżej chmur żyje Matka Ziemia, od której pochodzi Woda Życia, która swą piersią karmi rośliny, zwierzęta i ludzi”. Rzeczona w legendzie postać mylona jest z Nokomis, czyli Babcią.